# Alvare de Cordoue (mozarabe)
Pour les articles homonymes, voir Alvare de Cordoue.
Paul Alvare de Cordoue (en latin Paulus Alvarus Cordubensis) est un écrivain religieux mozarabe du IXe siècle, mort vers 861.

## Éléments biographiques
Les informations qu'on peut avoir sur lui viennent de ses propres écrits ou de ceux de son ami Euloge de Cordoue, dont il a écrit la Vie (Vita vel Passio sancti Eulogii).
Il semble ressortir d'une de ses lettres que sa famille était d'origine juive. Étant adolescent, il fut en même temps qu'Euloge disciple d'Espérandieu (Speraindeus), abbé du monastère Sainte-Claire près de Cordoue († vers 852), ce qui fut l'occasion de leur rencontre et le début d'une amitié qui dura jusqu'à la mort d'Euloge. Dans sa Vie d'Euloge, Alvare met dans la bouche de son ami des mots exprimant la force de leur lien : « Qu'il n'y ait pas d'autre Alvare qu'Euloge, et que l'amour d'Euloge soit tout entier placé dans l'intimité d'Alvare ». Mais alors qu'Euloge entra tôt dans le clergé, Alvare resta laïc toute sa vie. Cependant, dans un passage d'une lettre, il se targue d'avoir mené une vie d'ascète.
À un moment il souffrit d'une grave maladie, dont il pensa mourir. Il reçut le sacrement de la pénitence, mais il se rétablit contre toute attente, et selon le rite mozarabe il se trouvait soumis à une pænitentiæ lex qui l'excluait de la communion. Il sollicita l'évêque Saul de Cordoue pour être absous, mais celui-ci lui opposa un refus en l'accusant de favoriser un pseudo-évêque. À la même époque, il eut aussi un contentieux juridique à propos d'un bien qu'il avait concédé à un monastère mais qu'il vendit par ailleurs, et il dut solliciter un puissant personnage, un médecin chrétien de la cour nommé Romanus, que connaissait sa famille.

## Œuvre
En août 839, un diacre du palais de Louis le Pieux, nommé Bodo, se convertit du christianisme au judaïsme, prit le nom d'Éléazar, et se réfugia à Saragosse, en territoire musulman, où il s'employa à faire des émules parmi les chrétiens mozarabes. L'année suivante, une correspondance eut lieu entre Alvare et Bodo-Éléazar, échange d'arguments sur la venue du Messie, l'identité du vrai Israël, la validité de la loi de Moïse, les dogmes chrétiens de la Trinité et de l'Incarnation, et le rendu des Écritures. L'échange s'engagea sur un ton courtois, mais tourna rapidement à l'aigre.
Entre 850 et 859, Euloge et Alvare participèrent à un mouvement de chrétiens radicaux de Cordoue qui s'exposaient délibérément au martyre en se livrant publiquement à des attaques verbales contre Mahomet et l'islam. Quarante-huit participants de ce mouvement, les « martyrs de Cordoue », furent exécutés pendant cette période. Le tour d'Euloge vint le 11 mars 859 : il avait organisé la fuite et la dissimulation de la jeune Léocritie, une fille de musulmans convertie au christianisme, et après son arrestation se fit fort de prouver publiquement au juge que Mahomet était un imposteur. En 854, Alvare rédigea son texte le plus fameux, l'Indiculus luminosus, en trente-cinq paragraphes, avec une première partie où il défend le mouvement des martyrs contre les chrétiens tièdes qui parfois les dénonçaient, et une seconde qui est une attaque virulente contre l'islam, Mahomet étant assimilé à l'Antéchrist. 
Cette attitude provocante était une réaction contre celle, jugée trop soumise, de la majorité des chrétiens, et l'arabisation progressive de la communauté : « Tous les jeunes chrétiens de belle mine et de langue déliée, brillants par leurs manières élégantes et leur culture païenne, s'engouent de la langue arabe et feuillettent avec passion les volumes des Chaldéens (...) tout en ignorant les beautés des lettres chrétiennes, et en méprisant comme choses sans valeur les fleuves qui jaillissent du paradis de l'Église. Hélas ! quelle tristesse ! Les chrétiens ignorent leur loi, et les Latins n'ont pas la moindre attention pour leur propre langue : on en trouve à peine un sur mille qui soit capable de tourner convenablement une simple lettre de courtoisie ». Pourtant, Alvare ne subit pas lui-même le martyre.
Alvare est aussi l'auteur d'un texte de caractère mystique, écrit à la fin de sa vie, intitulé Confessio Alvari, où il s'adresse à Dieu, confesse ses fautes et proclame les attributs de Dieu et sa miséricorde ; on y remarque aussi sa grande familiarité avec les Écritures ; Nicolás Antonio a rapproché ce texte de l'Oratio pro correptione vitæ attribuée à Isidore de Séville. Il a également composé un recueil de sentences sur les vertus et les vices, tirées de la Bible et des Pères de l'Église, intitulé Liber scintillarum, qui a été rangé par erreur, au XVIe siècle, parmi les œuvres de Bède le Vénérable. 
Le Liber epistolarum d'Alvare, conservé dans un manuscrit unique, du Xe siècle, des archives de la cathédrale de Cordoue, contient vingt lettres de longueurs très variées, dont quatorze sont d'Alvare lui-même et les autres de ses correspondants. Les six premières sont une correspondance avec un certain Flavius Johannes de Séville, avec qui il parle de questions philosophiques et théologiques, les deux suivantes un échange avec l'abbé Espérandieu, son maître. La lettre 9 est la lettre au médecin Romanus, et les lettres 11, 12, 13 sont l'échange avec l'évêque Saul de Cordoue. Les sept dernières sont la correspondance entre Alvare et Bodo-Éléazar en 840 ; les trois réponses du second (lettres 15, 17 et 19) ont été déchirées du manuscrit au XIIIe siècle et on n'en lit plus que de courts fragments. Deux autres lettres d'Alvare, adressées à Euloge de Cordoue, ne figurent pas dans cet épistolier, mais sont conservées dans les manuscrits du Memoriale sanctorum et du Documentum martyriale d'Euloge.
On conserve aussi d'Alvare quelques poèmes religieux, dont un hymne en l'honneur d'Euloge, et un autre en l'honneur de saint Jérôme, l'un de ses auteurs de prédilection.

## Éditions
- Enrique Flórez, España sagrada, t. XI, Madrid, 1753, p. 10-299.
- Patrologia Latina, vol. 121, col. 387-567 (et vol. 115, col. 705-724 pour la Vita Eulogii et les hymnes en l'honneur d'Euloge, et col. 731-736 et 819-820 pour deux lettres à Euloge).
- Juan Gil Fernández (éd.), Corpus Scriptorum Muzarabicorum, t. I (Madrid, Institut Antonio de Nebrija, 1973), p. 143-361.